# Ošljak (sziget)
Ošljak (olaszul: Calugerà) a legkisebb lakott sziget az Adriai-tengerben, Horvátországban.

## Fekvése
A Zárai-csatornán található 780 méterre Kali városától, és mintegy 940 méterre az Ugljan-szigeten fekvő Preko városától. Preko községhez tartozik. Partvonalának hossza 2,41 km, a legmagasabb csúcsa 89 m. Ošljak település a sziget tenger partjának körülbelül 950 méter hosszú részén, a partvonaltól átlagosan 70 méteres mélységben fekszik. A Preko község területfejlesztési terve a sziget többi részét védett parkerdőként határozza meg. Ošljak számos lehetőséget kínál a horgászatra és a búvárkodásra.

## Kőzetei
A sziget domborzati struktúrája a dinári iránnyal párhuzamosan alakult ki. Geomorfológiája azt mutatja, hogy a karbonátos kőzetek dominálnak, ez alól a flis és más lágyabb üledékek jelentenek kivételt, míg a jelentős dolomitos, mezőgazdasági értékű területek többnyire dél felé néznek.

## Éghajlat
A sziget éghajlata mediterrán, hosszú, száraz és meleg nyarakkal, és rövid, enyhe és párás téllel. Az átlagos éves hőmérséklet 15,2˚C körül mozog. Az év leghidegebb hónapjában, januárban az átlaghőmérséklet 7˚C körül mozog, míg a legmelegebb hónapban, júliusban az átlagos hőmérséklet 24˚C és 25˚C között van.

## Növény- és állatvilág
A szigetet ciprusok és fenyők, valamint a mediterrán macchia és olajfaligetek borítják. Az Ošljak területén található élőhelytérkép szerint 10 élőhelytípus létezik, amelyek közül 4 veszélyeztetett és védett. Bár a vörös könyvek és a meglévő szakmai tanulmányok adatai szerint ennek a területnek nincs teljes növény- és állatvilága, Osljak területén állandóan vagy alkalmanként számos veszélyeztetett és védett faj él.
A veszélyeztetett madarak horvátországi vörös könyve szerint Ošljak szigete számos veszélyeztetett és szigorúan védett madárfaj elterjedési területe: erdei pacsirta (Lullula arborea), parlagi pityer (Anthus campestris), vándorsólyom (Falco peregrinus), szirti sas (Aquila chrysaetos), kárókatona (Phalacrocorax). kígyászölyv (Circaetus gallicus), vörösnyakú vöcsök (Podiceps grisegena), kenti csér (Thalasseus sandvicensis), Eleonóra-sólyom (Falco eleonorae) és a mediterrán vészmadár (Calonectris diomedea). A horvátországi kétéltűek és hüllők vörös könyve szerint a terület négy szigorúan védett kétéltű és hüllőfaj, például az álcserepesteknős (Caretta caretta) élőhelye.

## Közlekedés
A szigetnek csak tengeri kikötője van. A kikötő körülbelül 4 m mély és jól védett a széltől. A szigeten nincsenek közutak, és a jövőben sem tervezik őket. A szigetet kompjárat köti össze Zárával és Prekóval. Az Ošljakra menő komp naponta négyszer köt ki (2-szer Prekóból, 2-szer Zárából érkezik).